# Fudbalski Klub Akademija Pandev Brera Strumica
Il Fudbalski Klub Akademija Pandev Brera Strumica (in macedone Фудбалски Клуб Академија Пандев Брера Струмица), meglio noto come Brera Strumica e precedentemente come Akademija Pandev, è una società calcistica macedone con sede nella città di Strumica. Milita in Prva Liga, la massima divisione del campionato macedone.

## Storia
Il club è stato fondato nel 2010 come accademia giovanile da Goran Pandev, nativo di Strumica, campione d'Europa e del mondo con l'Inter proprio in quell'anno. Nel 2014 è sorta la squadra senior, che, partita dalla quarta serie, ha ottenuto tre promozioni consecutive, vincendo nel 2017 la Vtora Liga, seconda serie macedone, accedendo quindi per la prima volta alla Prva Liga, dove alla stagione d'esordio ha chiuso sesta in classifica.
Nel 2016 ha partecipato con una formazione giovanile al Torneo di Viareggio.
Nella stagione 2018-2019 ha vinto il suo primo trofeo nazionale, la Coppa della Macedonia del Nord, battendo per 4-2 ai tiri di rigore il Makedonija G.P. dopo il 2-2 dei supplementari, qualificandosi così per la prima volta ad una competizione europea, il primo turno di qualificazione di Europa League.
Nell'agosto 2022 il proprietario Goran Pandev e la squadra dilettantistica italiana del Brera hanno stipulato un accordo di sponsorizzazione, stabilendo una stretta collaborazione tra entrambe le parti. Dopo appena un anno, il 31 maggio 2023, l'Akademija Pandev è stata acquisita con successo dal Brera Holdings PLC, con la società che ha ricevuto il 90% delle azioni del club, lasciando il restante 10% a Pandev.

## Colori e simboli

### Colori
I colori sociali del FK Akademija Pandev sono in nero e il verde.

## Strutture

### Stadio
Il FK Akademija Pandev gioca le partite casalinghe allo stadio Kukuš di Strumica, dove si è trasferito nel febbraio 2018, dopo il mancato accordo con il Belasica per rimanere allo stadio Mladost, sempre a Strumica.

## Statistiche

### Statistiche nelle competizioni UEFA
Tabella aggiornata alla fine della stagione 2022-2023.
| Competizione                  | Partecipazioni | G | V | N | P | RF | RS |
| ----------------------------- | -------------- | - | - | - | - | -- | -- |
| Coppa UEFA/UEFA Europa League | 1              | 2 | 0 | 0 | 2 | 0  | 6  |
| UEFA Europa Conference League | 1              | 2 | 0 | 0 | 2 | 2  | 6  |

## Palmarès

### Competizioni nazionali
- Coppa della Macedonia del Nord: 1

2018-2019
- Vtora Liga: 1

2016-2017
- Treta makedonska fudbalska liga: 1

2015-2016

### Altri piazzamenti
- Campionato macedone:

Terzo posto: 2018-2019
- Coppa della Macedonia del Nord:

Finalista: 2020-2021
Semifinalista: 2019-2020, 2024-2025

## Organico

### Rosa 2019-2020
| N. |                               | Ruolo | Calciatore          |
| -- | ----------------------------- | ----- | ------------------- |
| 1  | Serbia (bandiera)             | P     | Dušan Čubraković    |
| 2  | Macedonia del Nord (bandiera) | D     | Vane Jovanov        |
| 4  | Macedonia del Nord (bandiera) | D     | Dime Dimov          |
| 5  | Macedonia del Nord (bandiera) | D     | Tomislav Iliev      |
| 6  | Macedonia del Nord (bandiera) | D     | Stefan Kostov       |
| 8  | Macedonia del Nord (bandiera) | C     | Ǵorgi Stoilov       |
| 9  | Albania (bandiera)            | A     | Ndue Mujeci         |
| 10 | Macedonia del Nord (bandiera) | C     | Daniel Milovanovikj |
| 11 | Macedonia del Nord (bandiera) | D     | Mite Cikarski       |
| 12 | Macedonia del Nord (bandiera) | P     | Filip Mukanov       |
| 14 | Macedonia del Nord (bandiera) | C     | Ljupčo Doriev       |

| N. |                               | Ruolo | Calciatore           |
| -- | ----------------------------- | ----- | -------------------- |
| 18 | Macedonia del Nord (bandiera) | C     | Kristijan Velinovski |
| 19 | Macedonia del Nord (bandiera) | A     | Saško Pandev         |
| 20 | Macedonia del Nord (bandiera) | C     | Riste Temelkov       |
| 21 | Macedonia del Nord (bandiera) | C     | Ivan Nikolov         |
| 22 | Macedonia del Nord (bandiera) | C     | Goran Tomovski       |
| 23 | Macedonia del Nord (bandiera) | C     | Kristijan Stojkoski  |
| 25 | Macedonia del Nord (bandiera) | C     | Ǵorǵi Tanušev        |
| 27 | Bulgaria (bandiera)           | D     | Angel Grănčov        |
| 88 | Macedonia del Nord (bandiera) | C     | Bojan Najdenov       |
| 91 | Macedonia del Nord (bandiera) | P     | Marko Alčevski       |
|    | Svizzera (bandiera)           | A     | Milan Basrak         |